# Twardzioszek żółtobrązowy
Twardzioszek żółtobrązowy (Marasmius torquescens Quél.) – gatunek grzybów należący do rodziny twardzioszkowatych (Marasmiaceae). 

## Systematyka i nazewnictwo
Pozycja w klasyfikacji według Index Fungorum: Marasmius, Marasmiaceae, Agaricales, Agaricomycetidae, Agaricomycetes, Agaricomycotina, Basidiomycota, Fungi.
Synonimy naukowe:
- Chamaeceras torquescens (Quél.) Kuntze 1898
- Marasmius lupuletorum sensu Cooke 2005

Nazwę polską zaproponował Władysław Wojewoda w 2003 r. W niektórych atlasach grzybów gatunek ten opisywany był jako twardzioszek skręcony. 

## Morfologia
Saprotrof wytwarzający owocniki z żółtawym lub ochrowym, lekko higrofanicznym kapeluszem (średnicy 1–3 cm) o nieco żłobkowanym, prześwitującym brzegu i blaszkowatym hymenoforze na spodzie. Blaszki mają białawe lub żółtawe zabarwienie, regularną tramę, są szeroko rozstawione i przyczepione do zabarwionego podobnie jak kapelusz (przy podstawie nieco ciemniejszego) trzonu. Charakterystyczną cechą Marasmius torquescens jest obecność na skórce kapelusza i trzonie brązowych set.

## Występowanie i siedlisko
Opisano występowanie tego gatunku w Europie i Korei. W Polsce niezbyt częsty, ale nie jest zagrożony. W piśmiennictwie naukowym do 2003 r. podano ponad 10 jego stanowisk.
Występuje w lasach liściastych, na niewielkich kawałkach drewna. Owocniki wytwarza od września do listopada.